# Суковская волость
Суковская волость — волость в составе Коломенского уезда Московской губернии Российской империи и РСФСР. Существовала до 1929 года, центром волости было село Суково.
По данным 1890 года в состав волости входило 19 селений. В селе Суково размещались волостное правление и земская школа, которая также имелась в селе Старая Кашира.
В 1922 году в волости было 8 сельсоветов — Алешковский, Батайковский, Комарёвский, Мощаницкий, Речицкий, Старо-Каширский, Суковский и Тарбушевский. В 1925 году из состава Речицкого с/с был выделен Обуховский.
Согласно Всесоюзной переписи 1926 года численность населения 22-х населённых пунктов волости составила 5229 человек (2337 мужчин, 2892 женщины), насчитывалось 1086 хозяйств, среди которых 872 крестьянских. В селе Суково располагались сельсовет, волостной исполнительный комитет, волостная милиция, изба-читальня, амбулатория, почтовое агентство. Школы 1-й ступени имелись в сёлах Алешково, Батайки, Старая Кашира, Комарёво и Суково, деревнях Мощаницы и Речицы; единое потребительское общество — в деревне Мощаницы и селе Суково.
В ходе реформы административно-территориального деления СССР в 1929 году Суковская волость была упразднена, а её территория разделена между Каширским и Озёрским районами Коломенского округа Московской области.